# Døde poeters klub
Døde poeters klub er en amerikansk dramafilm fra 1989 instrueret af Peter Weir efter manuskript af Tom Schulman og med Robin Williams, Robert Sean Leonard og Ethan Hawke i hovedrollerne. Schulman vandt en Oscar for bedste originale manuskript ved uddelingen i 1990 og Williams modtog meget ros for sin rolle som John Keating, hvilket bl.a. gav ham en nominering til en Oscar for bedste mandlige hovedrolle.

## Medvirkende
| Skuespiller         | Rolle           |
| ------------------- | --------------- |
| Robin Williams      | John Keating    |
| Robert Sean Leonard | Neil Perry      |
| Ethan Hawke         | Todd Anderson   |
| Josh Charles        | Knox Overstreet |
| Gale Hansen         | Charlie Dalton  |
| Dylan Kussman       | Richard Cameron |
| Allelon Ruggiero    | Steven Meeks    |
| James Waterson      | Gerard Pitts    |
| Norman Lloyd        | Mr. Nolan       |
| Kurtwood Smith      | Mr. Perry       |
| Leon Pownall        | McAllister      |
| George Martin       | Dr. Hager       |

## Casting
Før Robin Williams fik rollen som underviseren John Keating, var skuespillerne Bill Murray, Dustin Hoffman og Liam Neeson i søgelyset. Først da filmprojektet overgik fra instruktør Jeff Kanew til Peter Weir, fik Robin Williams rollen.

## Modtagelse
Døde poeters klub blev generelt modtaget godt af kritikerne. Især Robin Williams modtog stor ros. Det samme gjorde den unge Ethan Hawkes præstation, og rollen var hans store gennembrud som skuespiller. På Rotten Tomatoes har filmen en friskhed på 84 %.

## Priser og nomineringer
- Oscars (USA)
  - Vandt: Oscar for bedste originale manuskript (Tom Schulman)
  - Nomineret: Bedste skuespiller: Hovedrolle (Robin Williams)
  - Nomineret: Bedste instruktør (Peter Weir)
  - Nomineret: Bedste film

- BAFTA Awards (Storbritannien)
  - Vandt: Bedste film
  - Vandt: Bedste originale soundtrack (Maurice Jarre)
  - Nomineret: Bedste skuespiller: Hovedrolle (Robin Williams)
  - Nomineret: Bedste instruktør (Peter Weir)
  - Nomineret: Bedste klipper (William M. Anderson)
  - Nomineret: Bedste manuskript: Originale (Tom Schulman)

- César Awards (Frankrig)
  - Vandt: Bedste udenlandske film

- Directors Guild of America (USA)
  - Nomineret: Outstanding Directorial Achievement in Motion Pictures (Peter Weir)

- Golden Globe Awards (USA)
  - Nomineret: Bedste skuespiller: drama (Robin Williams)
  - Nomineret: Bedste instruktør (Peter Weir)
  - Nomineret: Bedste film – drama
  - Nomineret: Bedste manuskript (Tom Schulman)

- Writers Guild of America Awards (USA)
  - Nomineret: Bedste manuskript – originale: (Tom Schulman)